# Quercus oidocarpa
Quercus oidocarpa — вид рослин з родини букових (Fagaceae), зростає у Південно-Східній Азії.

## Опис
Це дерево сягає 30 метрів заввишки; стовбур до 50 см у діаметрі. Кора темно-сіра, розщеплена на прямокутні пластинки. Гілочки спочатку щільно жорстко запушені, потім оголені, з сочевичками. Листки шкірясті, еліптично-довгасті або довгасто-ланцетні, 7–17 × 3–7 см; основа округла або послаблена або субсерцеподібна; верхівка гостра або загострена; край віддалено зубчастий на верхівковій половині; зверху без волосся; розсіяні зірчасті волосся внизу; ніжка гола, злегка борозниста зверху, 1.5–3.5 см. Період цвітіння: березень — квітень. Чоловічі сережки завдовжки 5–7 см, запушені. Жіночі суцвіття завдовжки 3–7 см, 3–7-квіткові. Жолуді яйцювато-кулясті або циліндричні, завдовжки 20–35 мм, у діаметрі 23 мм; чашечка вкриває від 1/2 до 3/4 горіха, з 9–11 кільцями; дозрівають у червні — лютому.

## Середовище проживання
Зростає у Південно-Східній Азії: Індонезія (Ява, Калімантан, Суматра), Малайзія (півострів Малайзія), М'янма, Таїланд, В'єтнам. Росте в тропічних і гірських субтропічних лісах; на висотах від 150 до 1700 метрів.

## Використання
Вид має тверду важку деревину, яка іноді використовується в будівництві, але легко пошкоджується комахами.

## Загрози
Тропічні ліси Борнео дуже піддаються втратам і перетворенню земель для насаджень промислової олійної пальми (Elaeis guineenis), акації та каучукових дерев (Hersea brasiliensis).